# Lonesome
Lonesome is een Amerikaanse filmkomedie uit 1928 met in de hoofdrol Barbara Kent. De film werd in 2010 opgenomen in de National Film Registry.

## Rolverdeling
| Acteur         | Personage          |
| -------------- | ------------------ |
| Barbara Kent   | Mary               |
| Glenn Tryon    | Jim                |
| Fay Holderness | goed geklede vrouw |
| Gusztáv Pártos | romantische man    |
| Eddie Phillips | sportieve man      |
| Andy Devine    | Jims vriend        |